# Octavio Pozo
Octavio Ernesto Pozo Miranda (Santiago, Chile, 31 de julio de 1983) es un futbolista chileno.

## Clubes
| Club                  | País      | Año       |
| --------------------- | --------- | --------- |
| Audax Italiano        | Chile     | 2003-2005 |
| Persiku Kudus         | Indonesia | 2005-2007 |
| Palestino             | Chile     | 2007-2008 |
| Naval                 | Chile     | 2009      |
| Deportes Melipilla    | Chile     | 2009      |
| Unión La Calera       | Chile     | 2010-2011 |
| Huachipato            | Chile     | 2012-2013 |
| Ñublense              | Chile     | 2013-2016 |
| San Marcos de Arica   | Chile     | 2016-2017 |
| Ñublense              | Chile     | 2018      |
| Deportes Puerto Montt | Chile     | 2019      |
| Colchagua             | Chile     | 2020-2021 |

## Títulos

### Torneos nacionales
| Título           | Club       | País  | Año    |
| ---------------- | ---------- | ----- | ------ |
| Primera División | Huachipato | Chile | 2012-C |